# Chambre de commerce et d'industrie de Rodez – Villefranche - Espalion
La chambre de commerce et d'industrie de Rodez–Villefranche-Espalion est un établissement public à caractère administratif, elle est l'une des deux CCI de l'Aveyron. Son siège est situé à Rodez au 17, rue Aristide-Briand.
La chambre fait partie de la chambre régionale de commerce et d'industrie Midi-Pyrénées.

## Missions
À ce titre, elle est un organisme chargé de représenter les intérêts des entreprises commerciales, industrielles et de service de l'arrondissement de Rodez et du Nord Aveyron et de leur apporter certains services. C'est un établissement public qui gère en outre des équipements au profit de ces entreprises.
Comme toutes les CCI, elle est placée sous la tutelle du préfet du département représentant le ministère chargé de l'industrie et le ministère chargé des PME, du Commerce et de l'Artisanat.

### Service aux entreprises
- Centre de formalités des entreprises
- Assistance technique au commerce
- Assistance technique à l'industrie
- Assistance technique aux entreprises de service
- Point A (apprentissage)

### Gestion d'équipements
- Membre du syndicat mixte pour la gestion de l'Aéroport de Rodez-Marcillac ;
- Magasins Généraux et Entrepôts Frigorifiques dans le pôle Agro-Alimentaire d'Arsac à Sainte Radegonde ;
- Zones industrielles.

### Centres de formation
- École d’ingénieurs en informatique par apprentissage (3iL Rodez) ;
- École de Gestion et de Commerce de Rodez ;
- Institut Européen de la Qualité Totale (IEQT) ;
- Concepteur de Système d'Information Informatisé (Cs2I) ;
- Management de l’Environnement, du Risque Industriel et de la Sécurité (MERIS) ;
- Institut de Formation par Alternance (IFA) ;
- Centre d'Étude des Langues.

## Historique
26 janvier 2009 : Décret no 2009-97 sur la fusion de la chambre avec celle de Millau pour former la chambre de commerce et d'industrie de l'Aveyron courant 2010.

## Pour approfondir